# Cantonul Thiaucourt-Regniéville
Cantonul Thiaucourt-Regniéville este un canton din arondismentul Toul, departamentul Meurthe-et-Moselle, regiunea Lorena, Franța.

## Comune
| Comune                 | Populație (1999) | Cod poștal | Cod INSEE |
| ---------------------- | ---------------- | ---------- | --------- |
| Arnaville              | 609              | 54530      | 54022     |
| Bayonville-sur-Mad     | 306              | 54890      | 54055     |
| Bouillonville          | 91               | 54470      | 54087     |
| Charey                 | 64               | 54470      | 54119     |
| Dommartin-la-Chaussée  | 36               | 54470      | 54166     |
| Essey-et-Maizerais     | 370              | 54470      | 54182     |
| Euvezin                | 84               | 54470      | 54187     |
| Flirey                 | 173              | 54470      | 54200     |
| Jaulny                 | 220              | 54470      | 54275     |
| Limey-Remenauville     | 209              | 54470      | 54316     |
| Lironville             | 82               | 54470      | 54317     |
| Pannes                 | 146              | 54470      | 54416     |
| Rembercourt-sur-Mad    | 190              | 54470      | 54453     |
| Saint-Baussant         | 59               | 54470      | 54470     |
| Seicheprey             | 81               | 54470      | 54499     |
| Thiaucourt-Regniéville | 1 039            | 54470      | 54518     |
| Vandelainville         | 152              | 54890      | 54544     |
| Viéville-en-Haye       | 150              | 54470      | 54564     |
| Vilcey-sur-Trey        | 155              | 54700      | 54566     |
| Xammes                 | 121              | 54470      | 54594     |